# Templo y exconvento del Divino Salvador (Malinalco)
El Exconvento del Divino Salvador es un recinto de culto católico, compuesto por 2 templos, un convento, y una capilla menor anexa. Todo perteneciente a la jurisdicción eclesiástica de la Diócesis de Tenancingo, bajo el patronazgo de Jesús de Nazareth. Es un conjunto de arquitectura neoclásica que deja ver el gusto academicista de San Carlos, construido por los franciscanos al estilo de la Orden de San Agustín. Se encuentra ubicado en el centro de la ciudad de Malinalco, Estado de México, México.

## Historia

Exconvento de Malinalco.

El exconvento de Malinalco también se encuentra un lugar especial para los que gustan de la arquitectura religiosa, el convento de San Agustín, fundado en 1540 por frailes agustinos y en cuya construcción trabajaron indígenas. Todo con el apoyo económico del encomendero Cristóbal Rodríguez de Ávalos. La planta baja del edificio conventual y la iglesia se construyeron al mismo tiempo, concluyéndose en 1560. Mientras que el claustro alto fue añadido aproximadamente en 1580. En la instalación de los recuadros trabajó el pintor de origen flamenco Simón Pereyns.
Con una fachada de estilo renacentista conocido como plateresco, en donde sobresalen cabezas de ángeles, rosetones y conchas adosadas a las bases de pilastras o a los frisos. En el convento se pueden observar tres programas pictóricos: el primero es una extensión de huertos y jardines, el segundo de estilo renacentista y por último el mensaje Cristológico con imágenes de la pasión. En los frescos del convento se pueden observar tres medallones con los símbolos de Jesucristo, María Reina del Cielo y el emblema agustino. En dichos frescos es posible identificar la flora y la fauna indígena de la época, especímenes nativos de los cuales algunos todavía crecen en la zona ecológica de Malinalco.

## Arquitectura
Tiene la disposición del conjunto conventual tradicional de templo, atrio y claustro y la arquitectura recia de los conventos mendicantes del siglo XVI. Su portada es un ejemplo del estilo plateresco clásico, con columnillas y decoración inspirada en el renacimiento italiano.

## Horarios

### Horarios de misas
| Lunes a viernes                        |
| -------------------------------------- |
| 7:00, 8:00, 19:00                      |
| Sábados                                |
| 7:00, 8:00, 9:00, 18:00, 19:00         |
| Domingos                               |
| 7:00, 8:00, 12:00, 13:00, 19:00, 20:00 |